# Движение Клемента Пэйна
Движение Клемента Пэйна (англ. Clement Payne Movement, CPM) — политическая партия левого толка на Барбадосе. Названа в честь Клемента Пэйна — рабочего активиста, который возглавил выступления 1937 года на Барбадосе, переросшие в восстание. Движение обычно рассматривается большинством барбадосцев как более левое по идеологии по сравнению с более умеренными (формально левоцентристскими) Барбадосской лейбористской партией и Демократической лейбористской партией.
Действующий президент партии — Дэвид Комиссионг; действующий генеральный секретарь — Бобби Кларк.

## История
Движение Клемента Пэйна было сформировано в 1987 году (по другим данным — в 1988 году) как народная организация, целью которой было содействие развитию Барбадоса и Карибского бассейна в целях обеспечения большей социальной справедливости для народов региона. Организация была названа в честь Клемента Пэйна, пионера карибского профсоюзного движения, который в 1998 году был официально признан одним из национальных героев Барбадоса. 
По состоянию на 1988 год членами партии являлись Дэвид Комиссионг, Мартин Кадоган, Лерой Хэрвуд, Тревор Прескод, Дэвид Денни и Джон Хауэлл.  
CPM ежегодно вручает «Награду героя Клемента Пейна».

## Взгляды
Движение борется за отмену смертной казни в государстве. По заявлению организации, ей удалось добиться освобождения из тюрьмы некоторых заключённых, приговоренных к повешению. Организация была в авангарде борьбы за улучшение жилищных, медицинских, культурных и образовательных условий для народа Барбадоса.
Партия поддерживает тесные контакты с Коммунистической партией Кубы и нормализацию отношений с Республикой Куба, общие цели и задачи кубинской революции. По их заявлению, они гордятся тем, что Барбадос получает образовательную помощь от кубинского правительства.
В прошлом лидеры движения несколько раз публично обращались к правительствам других стран Карибского бассейна с просьбой не признавать навязанное США в 2004 году временное правительство Гаити. Партия также официально выступает против процесса, известного как зона свободной торговли Америки.
CPM также стремится к глобальному продвижению панафриканизма.